# Jóléti állam

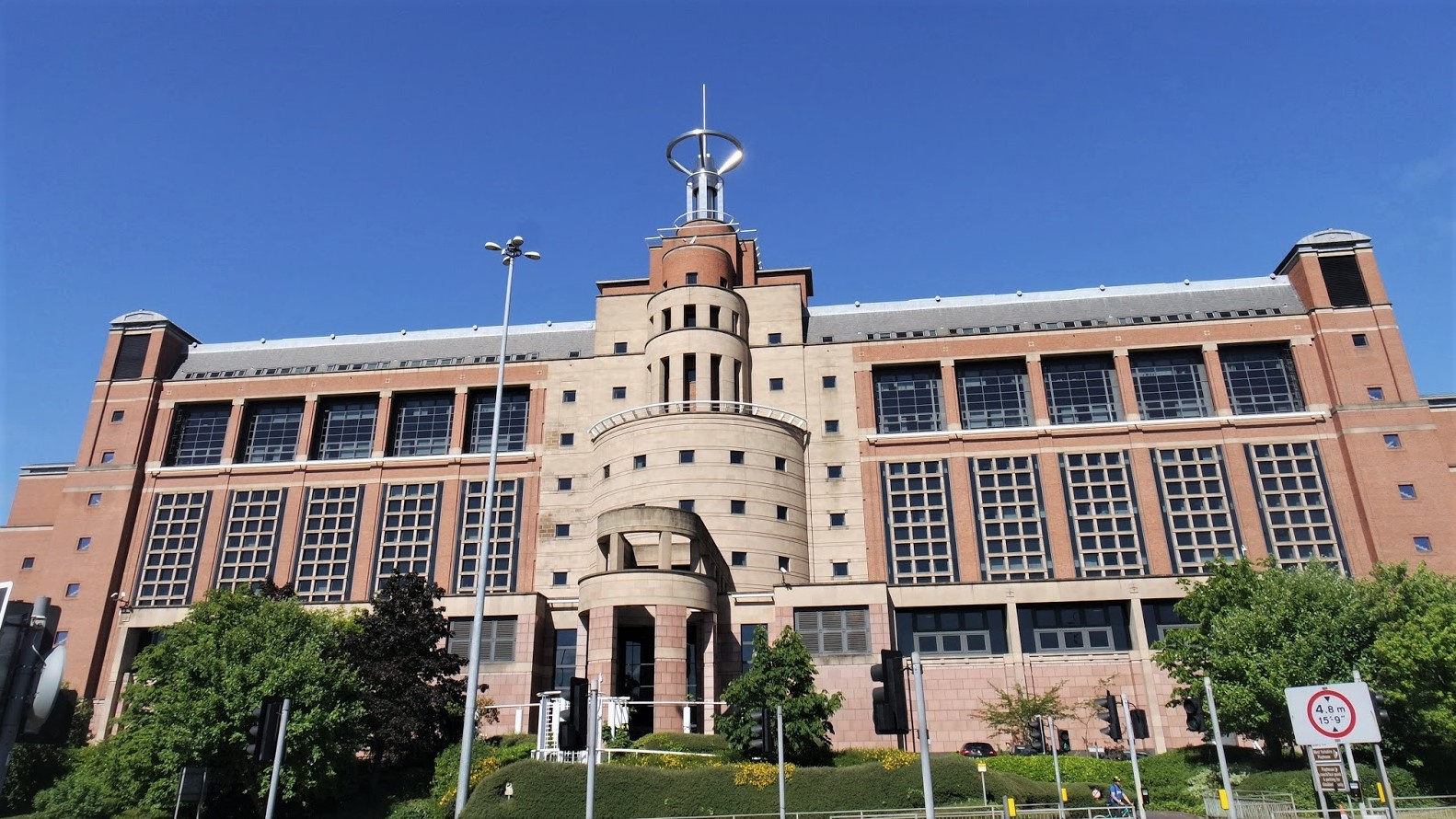
Az egyesült királysági lakosok túlnyomó többsége egészségügyi ellátását biztosító, az angol jóléti állam részét képező National Health Service székháza

Jóléti államról akkor beszélhetünk, ha a társadalombiztosítás nem csak a leginkább rászoruló csoportokat célozza meg, hanem a lakosság nagy részét. A legtöbb 20. századi állam az 1920-as és 1960-as évek között többé-kevésbé jóléti állammá fejlődött.
A jóléti államban a központi hatalom az esélyegyenlőség, a méltányos vagyon- és jövedelemeloszlás, illetve az alapvető életszükségleteket önerőből biztosítani képtelen személyek segítésére vonatkozó szociális felelősségvállalás eszméi alapján védi és támogatja a polgárok gazdasági és társadalmi boldogulását. Thomas Humphrey Marshall angol szociológus a modern jóléti államot a demokrácia, a szocializmus és a kapitalizmus sajátos ötvözésének írta le.
A jóléti állam fogalmát gyakran az egész államigazgatásra és gazdaságra kiterjedő modellként határozzák meg, amiben az állam a szociális védőháló fenntartása és a közvetlen anyagi segélyek nyújtása mellett finanszírozza az egészségügyi ellátást és az oktatást. Jóléti államként tartják számon többek között Németországot, Franciaországot, Belgiumot és Hollandiát, valamint az észak-európai országokat, amelyek az skandináv jóléti modell néven ismert rendszert alkalmazzák. Gøsta Esping-Andersen dán társadalomtudós három eltérő típusú jóléti államot különböztet meg, szociáldemokratát, konzervatívot és liberálist.
Kimutatták, hogy ahol a jóléti állam a GDP legalább egyötödét osztja el újra az adóztatás és az állami kiadások révén, jelentős csökkenés következik be a szegénységben.

## Előzmények

### Ókor
Indiában Asóka császár a 3. században terjesztette elő a jóléti államának elképzelését. A dharma vallása tanításai alapján kívánta működtetni az államot; kijelentette, hogy „minden ember a gyerekem” és hogy „csak arra törekszem, hogy törlesszem az adósságomat, mindazt, amellyel tartozom minden élőlénynek." E szemlélet akkoriban úttörőnek számított. Asóka továbbá lemondott a háborúról és megtiltotta tömérdek állatfajta levágását. Állítása szerint szeretettel és hittel akarta meghódítani a világot, számos missziót megbízott a dharma terjesztésével. A küldetései a világ messzi tájain is tevékenykedtek, akárcsak Egyiptomban, Görögországban és Srí Lankán. Ennek keretében a biroldalma területén és külföldön egyaránt létesültek gondozási központok, s ligetek, kutak, gyümölcsösök és pihenőházak jöhettek létre jóvoltából.
A Római Köztársaság szórványosan közbenjárt egyes ügyekben, hogy segítsen a népnek. A cura annonae néven ismert programján keresztül gabonát osztott a lakosságnak. A Római Köztársaság és Birodalom idején nagy sebességgel nőtt Róma népessége, az időszámításunk utáni 2. században megközelítette az egymillió számú főt, így várost körülvevő vidék már nem bírta eltartani a nagyvárost, ugyanis elégtelen volt a mezőföld termelési kapacitása.
A rendszeres gabonaosztás időszámításunk előtt 123.-ban kezdődött a Caius Gracchus által indítványozott, illetve a concilium plebis népgyűlés által jóváhagyott gabonatörvénnyel. A gabonajuttatásban részesülők száma olykor elérte a 320 000 embert.  A 3. században a gabonaosztási programot kenyérosztás váltotta fel, valószínűleg Septimius Severus császár uralkodása alatt. Severus ezenkívül elrendelte az olívaolajosztást, melyet Aurelian császár később kiegészített bor- és sertéshúsjuttatással. Ezen intézmény fönnmaradt egészen a a Nyugatrómai Birodalom végéig. A korai Római Birodalomban a gabonajuttatás egyes becslések szerint Róma gabonakészletének 15–33% -át tette ki.
Az ételsegélyen kívül a Római Köztársaság ingyenes szórakozást is nyújtott a ludi nyilvános rendezvényeken keresztül, melyeket közpénzből támogatták. Ettől a politikától ered a római hatalomtechnikát összefoglaló, világszerte elhíresült panem et circenes (vö. kenyeret és cirkuszt) mondás.
A jóléti állam adózáson keresztüli fenntartásának történelmi precedensét a 7. századbeli iszlám törvények jelentették. A zakát avagy alamizsnaadás az iszlám öt oszlopának egyike, és gyakori formája a 2,5%-os jövedelemadó, amelyet minden viszonylag jómódú muszlimnak be kellett fizetnie a rászorulók ellátása végett. Az I. Omár kalifa egyfajta jóléti államot hozott létre a bajt al-mal, azaz kincstár révén, amelyet a birodalma minden részén a táplálékkészlet felhalmozására, a katasztrófavédelem létesítésére hasznosítottak.

### Modern jóléti állam
A modern jóléti állam kialakulása az ipari forradalom korának társadalmi megrázkódtatásaiban gyökerezik. A tőkés termelési mód térnyerésével a munkavállalók nagy csoportjai olyan új kockázatokkal kerültek szembe, mint a rokkantság (munkahelyi balesetek révén) és a munkanélküliség. A régen ismert kockázatok, mint a betegség és az időskor is veszélyesebbé váltak, mivel a korábbi támogatási rendszerek, mint a hagyományos nagycsalád vagy a céhrendszerek a 19. századra felszámolódtak. A jóléti állam bevezetésének legfontosabb politikai előfeltétele a a szakszervezetek és a szocialista pártok megjelenése és megerősödése, amit a hatalmon lévők fenyegetésnek értékeltek, ezért a társadalmi konfliktusokat igyekeztek megelőzni. 
A felvilágosodásból származott az az elképzelés, hogy az életkörülmények nem istenadták, és nem is természeti törvények. A 19. században fokozatosan elfogadottá vált az a gondolat, hogy az állam a megfelelő eszköz a komplex kollektív feladatok kezelésére.
Otto von Bismarck az 1880-as években nagy lépéseket tett a jóléti állam megteremtése felé a Német Császárságban azzal, ahogyan kiterjesztette a junker uralkodó osztály kiváltságait az egyszerű emberekre. Az 1881. november 17-i, a Reichstagnak intézett beszédében úgy nyilatkozott, programja nem más, mint az úgynevezett gyakorlati kereszténység. A bismarcki reformok jegyében bevezették a kötelező nyugdíjbiztosítást, az egészségbiztosítást, baleset-biztosítást. Kezdetben azonban a társadalombiztosítás csak a gyári munkásokra terjedt ki. A további, védelemre szoruló rétegek, például a vidéki lakosság, az alkalmazottak és a kisipari munkásság csak fokozatosan kerültek bevonásra. Teljesen fejlett jóléti államról csak az 1960-as évek vége óta lehet beszélni.
Az 1877-es svájci gyári törvény Svájcban mindenki számára korlátozta a munkaidőt, illetve létrehozta az anyasági támogatás intézményét. A svájci jóléti állam a 19. század végén született, habár mértéke kantononként ingadozott. A legelső, a jóléti állam kifejlődéséhez hozzájáruló intézkedések közé tartozott a katasztrófaelhárítás, az általános iskola-rendszer, valamint az öreg- és gyermekotthonok kialakítása.
Az Osztrák–Magyar Monarchiában néhány évvel Bismarck reformjai után Eduard Taaffe vezetésével bevezettek egyfajta jóléti államot. A kereszténydemokraták segítségével iktatódhattak törvénybe a munkásbarát intézkedések, amelyeket Taffe svájci és német mintára tervezett.
A jóléti államok fejlesztése Nyugaton nagy ösztönzést kapott az 1917-es októberi orosz forradalomból, mint a polgári elit reakciója a burzsoáziával szembeni ottani erőszakra, tartva a hasonló hazai mozgalmak kialakulásától. Amikor azonban a 20. század derekára világossá vált, hogy a Szovjetunió társadalmi-gazdasági modellje nem vonzó a nyugati dolgozók számára, ez a szempont háttérbe szorult. Walter Scheidel történész szerint ez hozzájárult ahhoz, hogy a hidegháború végétől az egyenlőtlenségek újra növekedni kezdtek a nyugati társadalmakban, mivel az elit sokkal nyugodtabb lett a hiteles alternatívák vagy fenyegetések hiánya miatt.
A 20. századi fasizmust tanulmányozó Robert Paxton történész megjegyzi, hogy a jóléti állam egyes elemeit konzervatív politikusok és pártok hozták létre a 19. században, hogy elejét vegyék a szakszervezetek és a szocialista ideológiát hirdető mozgalmak térhódításának a munkakörülmények és a munkásosztály életszínvonala jobbításával.
Paxton szerint minden jobboldali 20. századi európai diktatúra, legyen az fasiszta vagy autoriter, jóléti államot tartott fönn. Úgy véli, „mindegyikük biztosított egészségügyi ellátást, nyugdíjat, megfizethető lakhatást és tömegközlekedést a termékenység, a nemzeti egység és a társadalmi béke megőrzése érdekében.” Az Adolf Hitler irányította Nemzetiszocialista Német Munkáspárt olyannyira megnövelte a jóléti állam léptékét, hogy 1939-re már 17 milliót meghaladó számú német állampolgár részesült támogatásban a Nemzetiszocialista Népjólét program keretében.
Miután a második világháború után a nyugat-európai szociáldemokrata pártok elhatárolódtak a marxizmustól, jellemzően a jóléti állam kialakítását, megerősítését tűzték ki célul.

## Régiónként

### Ausztrália
1900 előtt Ausztráliában a jótékony szervezetek jelentették az elsődleges segélyforrást a rászorulók számára. Az 1890-es évek gazdasági depressziója és a szakszervezetek és munkáspártok ebből fakadó népszerűsödése azonban a jóléti állam megvalósítását szorgalmazó mozgalmak keletkezéséhez vezetett.
1900-ban Új-Dél-Wales és Victoria bevezette a nem járulékalapú nyugdíjakat a 64 éven felüliek részére. Queensland 1907-ben hasonló rendszert indított, ám mindössze egy évvel később az Andrew Fisher vezette munkáspárti szövetségi kormány országos szinten öregséginyugdíj-programot létesített. Ezt követte 1910-ben a nemzeti rokkantsági nyugdíj és 1912-ben a nemzeti anyasági támogatás.

### Franciaország
1830 után Franciaországban a liberalizmus megerősítése és a gazdasági modernizáció elérése számított kulcsfontosságú célnak. Míg az Egyesült Államokban és Nagy-Britanniában a liberalizmust elsősorban az individualizmus és a laissez-faire világszemlélet jellemezte, Franciaországban a liberalizmus inkább a társadalmi szolidaritás koncepciójára épült, a francia forradalom liberté, égalité, fraternité (vö. szabadság, egyenlőség, testvériség) jelmondatának megfelelően. A francia harmadik köztársaságban, főképpen 1895 és 1914 között a solidarité (vö. szolidaritás) vált a szociálpolitika irányadó elvévé. Fontos támogatói közé tartozott Léon Bourgeois és Pierre Waldeck-Rousseau miniszterelnök. Miniszterelnökségük alatt kibővült a jóléti állam kibővült, ahogyan átvették Bismarck politikája egyes elemeit.  Az 1930-as években még inkább a figyelem középpontjába került a munkásosztály a szocializmus térnyerése nyomán. Az ekkortájt születő jólétiállam-elemeket később a Vichy-rendszer egyes intézkedései is mélyítették.

### Németország
Otto von Bismarck, 1871-től 1890-ig Németország befolyásos kancellárja a legelső modern jóléti államot kifejlesztette Poroszországban és Szászországban az 1840-es évekbeli szociális programok hagyománya alapján. A Bismarck által meghozott intézkedések – nevezetesen az öregségi nyugdíj, a baleset-biztosítás és a munkavállalói egészségbiztosítás – jelentették az akkoriban kialakuló modern európai jóléti állam talpkövét. A paternalista elgondolásai célja a társadalmi nyugtalanság enyhítése és a Szociáldemokrata Párt további népszerűsödésének megakadályozása, a munkásréteg kiengesztelése, illetve az Egyesült Államokba való kivándorlás meggátolása volt. Bismarck ezenfelül megnyerte az iparosok és a magas képzettségű munkavállalók támogatását azáltal, hogy megemelte a vámtarifát, így sikerült a német ipar nyereségeit és az alkalmazottak bérét megvédeni az amerikai versenytől, habár elidegenítette a szabadkereskedelmet szorgalmazó liberális értelmiségeket. A szociális egészségügyi biztosítás 1883-ban, a baleset-biztosítás 1884-ben, az öregségi nyugdíjak 1889-ben, majd a munkanélküli segély 1927-ben került bevezetésre. 

### Latin-Amerika
A latin-amerikai jóléti államokat „keletkező jóléti államoknak” vagy „keletkező jóléti államoknak” tekintik a szakértők. Uruguay, Chile és Argentína minősül szociál- és gazdasági úttörőnek latin-amerikai viszonylatban, mivel ezek az országok az 1920-as években a bismarcki modell alapján kezdtek el a régióban legelőször szociális programot kidolgozni. Másutt, akárcsak Costa Ricán behatóbb, univerzálisabb jóléti rendszert fejlesztettek ki az 1960–as és 1970-es évek során a brit National Health Service koncepcióját kitervelő William Beveridge-ről elnevezett Beveridge-modellen alapuló társadalombiztosítás bevezetésével.

### Közel-Kelet
Szaúd-Arábia,  Kuvait, és Katar jóléti államnak tekinthető saját állampolgárai számára.

### Skandinávia
A skandináv jóléti modell az észak-európai országok gazdaság- és szociálpolitikájára vonatkozik. A skandináv jóléti modell abban különbözik a többi jólétiállam-típustól, hogy a foglalkoztatottság maximalizálását, a nemi egyenlőség előmozdítását, az egalitárius szemlélettel összhangban lévő szociális védőháló üzemeltetését, illetve a nagyságrendileg lényegbevágó redisztribúciót és az expanzív költségvetési politika készséges alkalmazását helyezi előtérbe.
Noha különbségek is mutatkoznak a skandináv országok jóléti államai között, valamennyi észak-európai állam elkötelezi magát a társadalmi összetartás megerősítése iránt. Az állami szolgáltatásokat rendszerint a társadalom széles köre igénybe veheti, nem csupán a szó szoros értelmében vett „rászorulók”. A szociális ellátások mibenlétét, jellegét az innováció iránti nyitottság és a flexibilitás jellemzi. A skandináviai jóléti államokat elsősorban az adóbevételekkel finanszírozzák.

### Kína
Kínában hagyományosan a család támogatta a rászoruló rokonokat. Az 1978-ban bevezetett egykepolitika ezt fenntarthatatlanná tette, így az 1980-as évek óta folyamatosan megmutatkozott a fenntartható szociálpolitika kialakításához fűzött igény, ahogyan Kína meggazdagodott és jelentős demográfiai változásokon, illetve urbanizáción esett át. Az elmúlt évtizedek során a társadalom- és politikatudomány részletesen foglalkozott egy lehetséges kínai jóléti modell kidolgozásával. A kínai politika a 21. századig e kérdésekben inkrementális, egyesek szerint következetlen lépésekből állott. Az utóbbiakban a gazdasági fejlődés középpontjában álló nagyvárosokban választóvonal jelent meg az állami és a magánszektorban dolgozók között.

### Egyesült Királyság
Derek Fraser történész dióhéjban összefoglalta a brit jóléti állam történetét.
A késői viktoriánus liberalizmus társadalomszemléletéből sarjadt, az első világháború előtti és utáni etatizmusban nőtt fel, az 1940-es évek univerzalizmusában érett meg, az 1950-es és 1960-as évek konszenzusában élt és virult. Az 1970-es évekre már betegeskedett, elhalványulóban volt, akár az elhervadó őszi rózsa. Az 1980-as évre pedig mind az Egyesült Királyság kormányzata, mind az Egyesült Államoké a jóléti állam eszményével ellentétes neoliberális politikát folytatott.

### Egyesült Államok
Az Egyesült Államok az 1930-as években kisebb mértékű jóléti államot alakított ki. A jóléti állam szükségességének egyik legátfogóbb indokolását Lester Frank Ward amerikai szociológus fogalmazta meg. Őt Henry Steele Commager történész „a modern jóléti állam atyjának” nevezte. 
Ward úgy vélte, a társadalmat képes alakítani és irányítani az ember. „Csak a természeti jelenségek emberi ellenőrzés alá vonásán keresztül kielégíthetőek az emberi igények, és ha a társadalom törvényei valóban analógok a fizika törvényeivel, akkor miért ne részesülhetne társadalomtudomány olyan gyakorlati alkalmazásban, mint a természettudomány?" írta.
A paternalizmus vádját elsősorban az az osztály emeli, amely a legnagyobb mértékű védelmet élvezi az államtól. Pedig manapság nyilvánvaló, hogy a tőke képtelén vigyázni magára az állam segítsége nélkül, és ugyanazok a vállalkozások, amik szüntelenül agitálnak a »paternalizmus« ellen, amely kifejezés alatt a védtelen munkásról és kézművesről azt állítják, hogy valamilyen eltúlzott védelem részesei, egyszerre ügyvéd- és lobbistahadakon keresztül a törvényhozás előtt esdekelnek, hogy megszabadulhassanak saját ügyetlenségüktől. A nagyvállalatoknak történő anyatejosztást inkább »maternalizmusnak« kéne nevezni, nála már jobb lenne a szimpla, de legalább méltóságteljes paternalizmus.

## A jóléti állam típusai
Általánosságban véve a jóléti állam vagy univerzális, azaz mindenkire kiterjedő, vagy szelektív, azaz kizárólag a szűkölködőnek vélt polgárokat lefedő. 1990-ben, a Jóléti kapitalizmus három világa című könyvében Gøsta Esping-Andersen dán szociológus három jellegzetes jólétiállam-modellt nevezett meg. Bár számottevő bírálat érte az általa kijelölt kategóriákat, az osztályzása továbbra is kiindulási pontként szolgál a modern jólétiállam-fajtákat elemző tudósok, kutatók számára.
Esping-Andersen jólétiállam-kategorizálása figyelembe vesz és elismer három kulcsszerepű nyugat-európai és amerikai mozgalmat, nevezetesen a szociáldemokráciát, a kereszténydemokráciát és a liberalizmust. A besorolásánal főképpen a jóléti állam gyakorlati, illetve elvi alapja, valamint az, hogy milyen mértékben csökkenti a polgárok piáctól való függését. Ez utóbbi mércét „dekommodifikációnak” nevezi Esping-Andersen a könyvében. 

### Szociáldemokrata
A szociáldemokrata jólétiállam-modell az univerzalizmuson alapul, így jellemzően valamennyi állampolgár, nem csak a munkavállalók számára nyújt szolgáltatást. Az efféle jóléti állam az önrendelkezés és az autonómia érvényesülését teszi lehetővé. Többek között Dánia, Finnország, Hollandia, Norvégia és Svédország tartozik ebbe a csoportba. 

### Kereszténydemokrata
A kereszténydemokrata jólétiállam-modell a szubszidiaritás és decentralizáció elvén, illetve a társadalombiztosítási rendszer dominanciáján alapszik. Hozzájárul a közepes mértékű dekommodifikációhoz, azaz nem kötődik erősen a munkavállaláshoz, noha nem akadályozza meg a nagymértékű társadalmi rétegeződést. Többek között Ausztria, Belgium, Franciaország, Németország, Olaszország és Spanyolország sorolható ide. 

### Liberális
A liberális modell a piac és a magántulajdonon kiemelt szerepén alapul; az állam általában pusztán a szegénység enyhítése céljából jár közben. Legfeljebb az alapvető szükségletek kielégítése érdekében nyújt támogatást. A dekommodifikációhoz nem járul hozzá nagymértékben, azaz nem pártolja a munkához nem kötődő juttatásokat, nem állja útját a magas fokú társadalmi rétegeződésnek. Az Egyesült Államok, Kanada, Japán, Új-Zéland és Svájc tartozik ide.

## A szociális kiadások aránya a GDP%-ában különböző országokban 2018-ban
| Ország             | Szociális kiadások aránya (a GDP %-a) | Year |
| ------------------ | ------------------------------------- | ---- |
| Franciaország      | 31.0                                  | 2019 |
| Belgium            | 28.9                                  | 2019 |
| Finnország         | 29.1                                  | 2019 |
| Dánia              | 28.3                                  | 2019 |
| Olaszország        | 28.2                                  | 2019 |
| Ausztria           | 26.9                                  | 2019 |
| Svédország         | 25.5                                  | 2019 |
| Németország        | 25.9                                  | 2019 |
| Norvégia           | 25.3                                  | 2019 |
| Spanyolország      | 24.0                                  | 2019 |
| Görögország        | 24.0                                  | 2019 |
| Portugália         | 22.6                                  | 2019 |
| Luxembourg         | 21.6                                  | 2019 |
| Japán              | 22.3                                  | 2017 |
| Szlovénia          | 21.1                                  | 2019 |
| Lengyelország      | 21.3                                  | 2019 |
| Egyesült Királyság | 20.6                                  | 2019 |
| Magyarország       | 18.1                                  | 2019 |
| Új-Zéland          | 19.4                                  | 2018 |
| Csehország         | 19.2                                  | 2019 |
| Egyesült Államok   | 18.7                                  | 2019 |
| Észtország         | 17.7                                  | 2019 |
| Ausztrália         | 16.7                                  | 2016 |
| Kanada             | 18.0                                  | 2018 |
| Hollandia          | 16.1                                  | 2019 |
| Lettország         | 16.4                                  | 2019 |
| Litvánia           | 16.7                                  | 2019 |
| Izrael             | 16.3                                  | 2019 |
| Svájc              | 16.7                                  | 2018 |
| Izland             | 17.4                                  | 2019 |
| Írország           | 13.4                                  | 2019 |
| Törökország        | 12.0                                  | 2019 |
| Dél-Korea          | 12.2                                  | 2019 |
| Chile              | 11.4                                  | 2019 |
| Mexikó             | 7.5                                   | 2019 |
| Costa Rica         | 12.2                                  | 2018 |
| Kolumbia           | 13.1                                  | 2018 |
| Szlovákia          | 17.7                                  | 2019 |
| OCDE – Total       | 20.0                                  | 2019 |

## A jóléti állam liberális kritikája
A liberalizmus hívei a jóléti állammmal szemben már 1900 előtt is a minimális államot pártolták, ami csak a belső és külső biztonságért felelős, és nem foglalkozik a gazdaságpolitikával vagy szociálpolitikával, hanem a (laissez-faire) elvét és gyakorlatát követi. Ellenfeleik ezt a felfogást éjjeliőr államnak nevezték el.
A klasszikus liberalizmus azért bírálja a jóléti állam modelljét, mivel szerintük a segélyek intézményesülése és bürokratizálása elkerülhetetlenül a szabadság hiányához vezet, cselekvőképtelenné teszi az embereket, és túl nagy hatalmat ad az államigazgatásnak. Erősíti a kölcsönös igényeket a jóléti juttatások címzettjei és a jogalkotó között, ezáltal gyengíti felelősségüket a társadalom egésze iránt, és ezzel aláássa a demokráciát. A liberalizmus szerint a „jóléti diktatúra” a totalitárius fasizmus vagy sztálinizmus felé mutat.

## Fordítás
- Ez a szócikk részben vagy egészben  a   Welfare state című angol Wikipédia-szócikk ezen változatának fordításán alapul.  Az eredeti cikk szerkesztőit annak laptörténete sorolja fel. Ez a jelzés csupán a megfogalmazás eredetét és a szerzői jogokat jelzi, nem szolgál a cikkben szereplő információk forrásmegjelöléseként.
- Ez a szócikk részben vagy egészben  a   Staatstheorie című német Wikipédia-szócikk ezen változatának fordításán alapul.  Az eredeti cikk szerkesztőit annak laptörténete sorolja fel. Ez a jelzés csupán a megfogalmazás eredetét és a szerzői jogokat jelzi, nem szolgál a cikkben szereplő információk forrásmegjelöléseként.